# Рюдігер Дорн
Рю́дігер Дорн (нім. Rüdiger Dorn; нар. 1969, Оснабрюк) — німецький автор настільних ігор. Дипломований викладач торговельних дисциплін, працює в Гунценгаузені, одружений, має трьох дітей та проживає в Пфофельді поблизу Нюрнберга.

## Життєпис
Його першою публікацією у 1992 році стала гра Cameo у видавництві HABA. Першою грою, що отримала нагороду, у 2001 році стала гра Die Händler von Genua, видана Alea/Ravensburger. Вона посіла 3-тє місце на Deutscher Spiele Preis та увійшла до списку номінантів Spiel des Jahres. У 2005 році його гра Louis XIV здобула перше місце на Deutscher Spiele Preis, а Jambo — перше місце на À la carte Kartenspielpreis.
У 2016 році вийшла гра Karuba, яка була номінована на Spiel des Jahres (премія критиків).
Рюдігер Дорн, окрім кар'єри розробника настільних ігор, працює в Економічній школі Гунценгаузена та викладає предмети BSK (професійна підготовка), економічну географію та «Людина і довкілля».

## Людографія
- 2001: нім. Die Händler von Genua (Торговці Генуї) (Alea, Rio Grande Games, Filosofia)
- 2004: нім. Goa (Гоа) (Hans im Glück Verlag, Rio Grande Games, 999 Games)
- 2004: нім. Jambo (Джамбо) (Kosmos, Rio Grande Games, Filosofia, Quined Games, White Goblin Games)
- 2004: нім. Louis XIV (Людовик XIV) (Alea, Rio Grande Games)
- 2006: нім. Die Baumeister von Arkadia (Будівельники Аркадії) (Ravensburger, Rio Grande Games)
- 2008: нім. Reise zum Mittelpunkt der Erde (Подорож до центру Землі) (Kosmos)
- 2010: нім. Drachenherz (Серце дракона)  (Kosmos)
- 2012: нім. Las Vegas (Лас-Вегас) (Alea/Ravensburger)
- 2012: нім. Waka Waka (Вака-Вака) (Kosmos)
- 2013: нім. Asante (Асанте) (Kosmos)
- 2014: нім. Istanbul (Стамбул) (Pegasus Spiele)
- 2016: нім. Karuba (Каруба) (HABA)
- 2018: нім. Luxor (Луксор) (Queen Games)
- 2018: англ. Expedition Luxor (Експедиція Луксор) (Queen Games)
- 2019: нім. So ein Mist (От халепа) (Abacus)
- 2019: англ. Rune Stones (Рунні камені) (Queen Games)
- 2019: англ. Las Vegas Royale
- 2020: англ. My Farm Shop (Моя фермерська крамниця) (Pegasus Spiele)
- 2022: англ. Treehouse Diner (Funtails)

## Нагороди
- Spiel des Jahres
  - нім. Die Händler von Genua: список номінантів 2001
  - нім. Jambo: номінація 2005
  - нім. Die Baumeister von Arkadia: номінація 2007
  - нім. Jetzt schlägt's 13! (Ось і пробило 13!): список рекомендацій 2007
  - нім. Las Vegas: номінація 2012
  - нім. Karuba: номінація 2016
  - нім. Luxor: номінація 2018
- Kennerspiel des Jahres
  - 2014: нім. Istanbul
- Kinderspiel des Jahres
  - нім. Los Mampfos (Лос Мамффос): номінація 2006
- Deutscher Spiele Preis
  - нім. Die Händler von Genua: 3 місце 2001
  - нім. Goa: 3 місце 2004
  - нім. Louis XIV: 1 місце 2005
  - нім. Jambo: 8 місце 2005
  - нім. Die Baumeister von Arkadia: 6 місце 2007
- Spiel der Spiele
  - нім. Die Baumeister von Arkadia: Spiele Hit für Familien (Хіт для сімей) 2007
- Schweizer Spielepreis (Швейцарська премія ігор)
  - нім. Jambo: 3 місце у категорії «Стратегічні ігри» 2005
- International Gamers Award
  - нім. Die Händler von Genua: номінація у категорії «Багатокористувацькі ігри» 2002
  - нім. Goa: номінація у категорії «Багатокористувацькі ігри» 2004
  - нім. Louis XIV: номінація у категорії «Багатокористувацькі ігри» 2005
  - нім. Jambo: номінація у категорії «Ігри для двох» 2005
  - нім. Die Baumeister von Arkadia: номінація у категорії «Багатокористувацькі ігри» 2007
- Nederlandse Spellenprijs (Нідерландська премія ігор)
  - нім. Goa: номінація 2005
  - нім. Die Baumeister von Arkadia: номінація 2007
  - нім. Istanbul: номінація у категорії «Експертна гра» 2015
- À la carte Kartenspielpreis
  - нім. Gargon: 6 місце 2002
  - нім. Jambo: 1 місце 2005